# Erstfeld
Erstfeld är en ort och kommun i kantonen Uri, Schweiz. Orten är starkt förknippad med järnvägen, Sankt Gotthardsbanan, som här har en depot och lokverkstad. Kommunen hade 3 950 invånare (2023).
Den norra mynningen av Gotthardbastunneln, världens längsta järnvägstunnel ligger strax norr om Erstfelds centrum.